# Sinonatrix yunnanensis
Espèce
Statut de conservation UICN

 LC  : Préoccupation mineure
Sinonatrix yunnanensis est une espèce de serpents de la famille des Natricidae. 

## Répartition
Cette espèce se rencontre :
- en Thaïlande dans la province de Chiang Rai ;
- en Birmanie dans l'État Kachin ;
- dans la province du Yunnan en République populaire de Chine dans les xians de Jingdong, de Menglian, de Yongde, de Jinggu et dans la ville-district de Lufeng.

## Étymologie
Son nom d'espèce, composé de yunnan et du suffixe latin -ensis, « qui vit dans, qui habite », lui a été donné en référence au lieu de sa découverte, la province du Yunnan.

## Publication originale
- Rao & Yang, 1998 : A new species of Sinonatrix (Serpentes: Colubridae) of China with preliminary survey on Sinonatrix. Russian Journal of Herpetology, vol. 5, no 1, p. 70-73.